# Jos Martens
Jos Martens (14 juni 1964) is een Belgische voormalige atleet en duatleet. Als atleet was hij gespecialiseerd in het snelwandelen. Hij nam eenmaal deel aan de wereldkampioenschappen en behaalde twee Belgische titels. 

## Biografie

### Snelwandelen
Jos Martens behaalde in 1983 op de 10 km snelwandelen een bronzen medaille tijdens de Europese juniorenkampioenschappen. Hij nam dat jaar op de 20 km snelwandelen deel aan de wereldkampioenschappen in Helsinki. Hij werd achtenveertigste.
In 1986 en 1987 werd Martens Belgisch kampioen op de 20 km snelwandelen. In 1988 werd hij zesde op het Europees indoorkampioenschap 5000 m snelwandelen in Boedapest in 18.54,67. Dit is een Belgisch record. Hij verbeterde dat jaar ook de Belgische records op de 10 km en de 20 km snelwandelen.

### Duatlon
Begin van de jaren negentig schakelde Martens over naar de duatlon. Zo werd hij in 1991 zevende op het Europees kampioenschap.

### Clubs
Martens was aangesloten bij Atletiekclub De Demer.

## Belgische kampioenschappen
| Onderdeel          | Jaar       |
| ------------------ | ---------- |
| 20 km snelwandelen | 1986, 1987 |

## Persoonlijke records
| Onderdeel                  | Prestatie     | Datum             | Plaats    |
| -------------------------- | ------------- | ----------------- | --------- |
| 5000 m indoor snelwandelen | 18.54,67 (NR) | 6 maart 1988      | Boedapest |
| 10 km snelwandelen         | 40.04,8 (NR)  | 10 september 1988 | Sittard   |
| 20 km snelwandelen         | 1:23.13 (NR)  | 10 april 1988     | Goirle    |

## Palmares

### 5000 m indoor snelwandelen
- 1987: DSQ EK indoor in Liévin
- 1988: 6e EK indoor in Boedapest – 18.54,67 (NR)

### 10 km snelwandelen
- 1983:  EK junioren in Schwechat – 43.01,97

### 20 km snelwandelen
- 1983: 48e WK in Helsinki – 1:34.39
- 1986:  BK AC – 1:31.54
- 1987:  BK AC – 1:30.28

### duatlon
- 1991: 7e EK

NR: nationaal record

BK: Belgisch kampioenschap
 
EK: Europees kampioenschap

WK: Wereldkampioenschap

OS: Olympische Spelen

DSQ: gediswalificeerd

DNF: opgegeven